# Scooter (Band)
Scooter [ˈskuːtɐ] ist eine deutsche Dance- und EDM-Band. Frontmann ist H. P. Baxxter. Seit 1993 ist die Band international erfolgreich und verkaufte in über 50 Ländern mehr als 30 Millionen Tonträger. Die Gruppe wurde mit Musikpreisen wie dem Echo ausgezeichnet und war mit 23 Stücken in den Top Ten der deutschen Singlecharts vertreten.

## Geschichte

### Vorgeschichte (1986–1993)

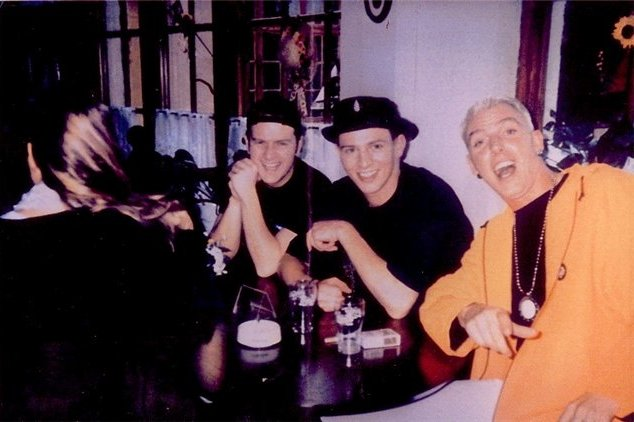
Scooter in den 90ern: Rick J Jordan, Ferris Bueller, H. P. Baxxter

Der Frontmann von Scooter, H. P. Baxxter, lernte 1986 Rick J. Jordan, damals Keyboarder in mehreren hannoverschen Bands, über eine Kleinanzeige kennen. Sie gründeten zusammen mit Baxxters Schwester Britt und dem Schlagzeuger Slin Tompson (Nils Enghusen, ehemals The P.O.X.) die Synthie-Pop-Band Celebrate the Nun. Nach der Auflösung der Gruppe richtete sich Jordan in seinem Keller sein erstes Tonstudio ein. H. P. Baxxter begann beim Indie-Label Edel Music zu arbeiten und lernte dort den Manager Jens Thele kennen. 1993 gründeten H. P. Baxxter, Rick J. Jordan, Jens Thele und Baxxters Cousin Sören Bühler (Künstlername: Ferris Bueller) die Remix-Band The Loop. Diese veröffentlichte Remixe für Marky Mark, Holly Johnson und RuPaul.

### Anfänge (1994–1998)
Bei der Produktion des Tracks Vallée de Larmes entstand Scooter. Die Hauptsequenz des Tracks erinnerte an eine Kirmes und den bekannten Autoscooter. Der Track erschien Februar 1994 auf CD und erreichte in den deutschen Dance-Charts Platz 8. Im Mai wurde Hyper Hyper veröffentlicht, dessen gleichnamige Vocals auf Annihilating Rhythm des schottischen Acts Ultra-Sonic basiert. Dieser Titel war stilbildend für viele der später produzierten Stücke Scooters. Hyper Hyper erreichte europaweit die Top 5. Die nachfolgenden Hits Move Your Ass!, Friends, Endless Summer und Back in the UK erreichten die Top 5 der Charts. Mit Back in the UK gelang Scooter der Einstieg in die britischen Charts.
Das im Januar 1995 veröffentlichte Debütalbum … and the Beat Goes On! erreichte Platz 25. Die Folgealben Our Happy Hardcore und Wicked!, die beide 1996 veröffentlicht wurden, waren kommerziell erfolgreicher, die zweite Single-Auskopplung aus Our Happy Hardcore, Let Me Be Your Valentine, erreichte Platz 14 der Charts. Rebel Yell war eine Coverversion von Billy Idols gleichnamigem Hit von 1984. Mit Wicked! drosselten Scooter die bpm-Zahl deutlich. Die erste Auskopplung I’m Raving (basierend auf der Ballade Walking in Memphis von Marc Cohn aus dem Jahr 1991) erreichte Platz 4, die Ballade Break It Up Platz 15. In zahlreichen Songs fanden sich immer wieder entliehene Passagen aus der Radiosendung The Steve Mason Experience, die wöchentlich auf BFBS ausgestrahlt wurde, insbesondere aus den Gesangspassagen des gelegentlichen Gastes MC Mystic Man.
Im Folgejahr gelang mit dem Song Fire einer der höchsten Neueinstiege in die Singlecharts, welcher außerdem als Entrance- und Touchdown-Theme von Düsseldorf Rhein Fire bekannt wurde. Das Album Age of Love wurde veröffentlicht, und mit der Age-of-Love-Tour startete die erste Scooter-Hallentour. Ende des Jahres 1997 erschien mit No Fate ein eher ruhiges Stück. Die Single erreichte Platz 39 der Charts.

### Von 1998 bis 2002

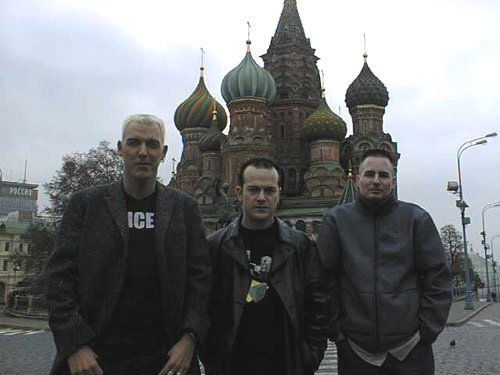
Scooter in Moskau (2000)
(von links: H. P. Baxxter, Rick J. Jordan, Axel Coon)

1998 verließ Ferris die Band und wurde durch Axel Coon ersetzt. Kurz darauf wurde How Much Is the Fish? veröffentlicht. Der Song wurde in Deutschland ein großer Erfolg. Die zweite Single-Auskopplung des im Juli 1998 veröffentlichten Albums No Time to Chill wurde als Doppel-A-Single veröffentlicht. Sowohl für We Are the Greatest, als auch für I Was Made for Lovin’ You (Cover des gleichnamigen Hits der US-amerikanischen Rockband Kiss von 1979) wurde ein eigenes Musikvideo gedreht. Die Single war allerdings kein kommerzieller Erfolg.
Die nächste Single-Auskopplung des Albums war Call Me Mañana. Diese erschien Anfang 1999 und enthielt wieder eine bekannte Melodiepassage aus James Brown Is Dead von L. A. Style. Die Album-Version enthielt dieses Sample nicht. Gegen Ende des Jahres wurde ein weiteres Album mit dem Titel Back to the Heavyweight Jam veröffentlicht. Es brachte Scooter in Deutschland zum ersten Mal eine Gold-Auszeichnung für eine LP ein. Singles waren Faster Harder Scooter und Fuck the Millennium. Letzteres wurde für den Single-Release völlig umstrukturiert und hat mit der Album-Version nur noch einige Textstellen gemein. Hier wurde ebenfalls eine bekannte Melodie eingebaut: Wheels von Jimmy Torres aus dem Jahr 1960, von dem bereits dutzende Coverversionen existieren.
Die Single I’m Your Pusher (basierend auf Flieger, grüß mir die Sonne), die im Mai 2000 erschien, wurde zum Titelsong der VIVA on Road Tour 2000 und war die erste Auskopplung aus dem folgenden Album Sheffield. Unter dem Pseudonym Ratty veröffentlichten Scooter im Jahr 2000 außerdem die Single Sunrise (Here I Am). Der Titel wurde in den Großraum-Techno-Clubs ein Hit. Rattys Nachfolge-Track Living on Video wurde kein großer Erfolg. Für das Projekt Pop 2001 steuerte Scooter eine Coverversion des 1978er Hits Am Fenster der Band City bei.
Im Mai 2001 wurde die nächste Single, Posse (I Need You on the Floor), veröffentlicht, die es bis auf Platz 7 in Deutschland schaffte. Auch das nächste Album We Bring the Noise! konnte sich durchsetzen. Die zweite Single-Auskopplung, Aiii Shot the DJ, schaffte es auf Platz 29. Im dazugehörigen Videoclip gibt es einen Gastauftritt des Komikers und Musikers Helge Schneider. Im Dezember wurde die Single Ramp! (The Logical Song), eine Coverversion des Supertramp-Songs The Logical Song veröffentlicht. Bei der darauffolgenden Tour Anfang 2002 musste Coon ins Krankenhaus. DJ Jay Frog vertrat ihn. Kurz darauf trennte sich Axel Coon von Scooter und wurde durch Jay Frog ersetzt.

### Von 2002 bis 2006

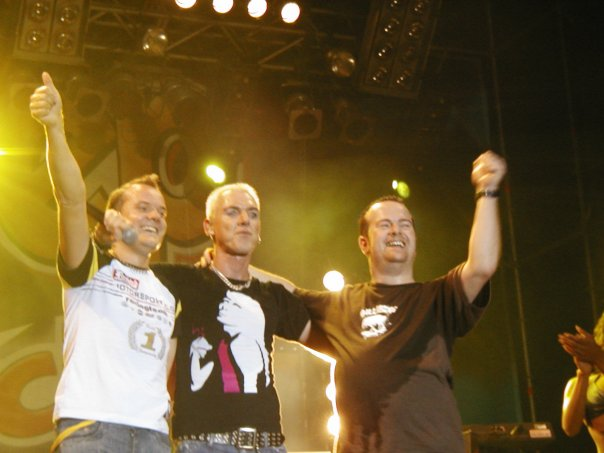
Scooter (2004)
(von links: Jay Frog, H. P. Baxxter, Rick J. Jordan)

Im Februar 2002 wurde unter dem Pseudonym 3 A.M. die Single Nessaja zunächst ohne Gesang von Baxxter auf Kontor Records veröffentlicht. Es enthält eine Textstelle aus einem gleichnamigen Lied von Peter Maffays Musicalreihe Tabaluga. Im April 2002 erschien auch die Version mit Baxxters Stimme. Der Song landete auf Platz eins der deutschen Single-Charts. Im März 2003 veröffentlichte die Band das Album The Stadium Techno Experience.
Im März 2004 nahm die Gruppe an der Vorentscheidung zum Eurovision Song Contest 2004 teil, wo sie ihren Song Jigga Jigga! vortrugen. Sie erreichten den zweiten Platz hinter Max Mutzke. Im Februar bekamen Scooter zum zweiten Mal den Echo in der Kategorie Dance Act National verliehen. 2004 tourte die Band mit der We-Like-It-Loud-Tour zum zehnjährigen Bandbestehen durch Deutschland, Österreich und die Schweiz. Im Dezember 2004 veröffentlichte Scooter die Nachfolge-Single von Shake That! (eine Coverversion von Shake Your Booty von KC and the Sunshine Band) mit dem Titel One (Always Hardcore), die die Top 10 der Charts erreichte. Diese Single enthält eine nachgespielte Melodie aus Cappellas Move on Baby (1994). Die Vocals und eine weitere, dezente Melodie basieren außerdem auf dem Happy-Hardcore-Song Always Hardcore (Radio Mix) (dessen Vocals wiederum auf Pearl Jams Alive basieren) von Bodylotion (Neophyte) aus dem Jahre 1996.
2004 veröffentlichten sie auch ihr Studioalbum Mind the Gap, das unter anderem eine Coverversion des Songs Stripped von Depeche Mode in allen Versionen des Albums enthielt. Derselbe Song erschien auch auf ihrem späteren Livealbum Excess All Areas. 2007 produzierten sie für den Song eine Orchester-Version, die als Download veröffentlicht wurde. Im März 2005 kam die Single Suavemente in den Handel, die den gleichnamigen Merengue-Hit von Elvis Crespo sampelt. Im September 2005 gab Scooter zum ersten Mal ein Konzert in den USA. In der Allstate Arena in Chicago war die Gruppe nach drei lokalen DJs und Aquagen sowie den Benassi Brothers der Hauptact und spielte vor 8000 Fans. Hier wurde auch die Single Hello! (Good to Be Back) vorgestellt, die im Oktober 2005 veröffentlicht wurde. Das Album Who’s Got the Last Laugh Now? erschien im November. Ende Dezember folgte die 33. Single Apache Rocks the Bottom!. Im März 2006 startete Scooter im deutschsprachigen Raum ihre Who’s-Got-the-Last-Laugh-Now?-Tour in Hannover, die mit einem Konzert in der Alsterdorfer Sporthalle in Hamburg vor über 5000 Fans endete. Hier wurde eine Live-DVD aufgenommen, die im Juni 2006 veröffentlicht wurde.

### Von 2006 bis 2014

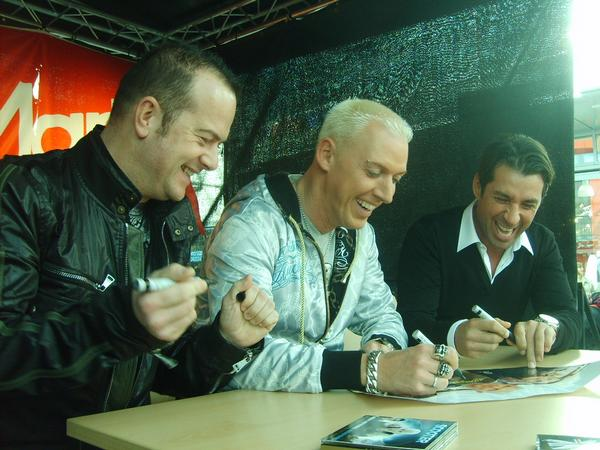
Scooter (2008)
(von links: Rick J Jordan, H. P. Baxxter, Michael Simon)

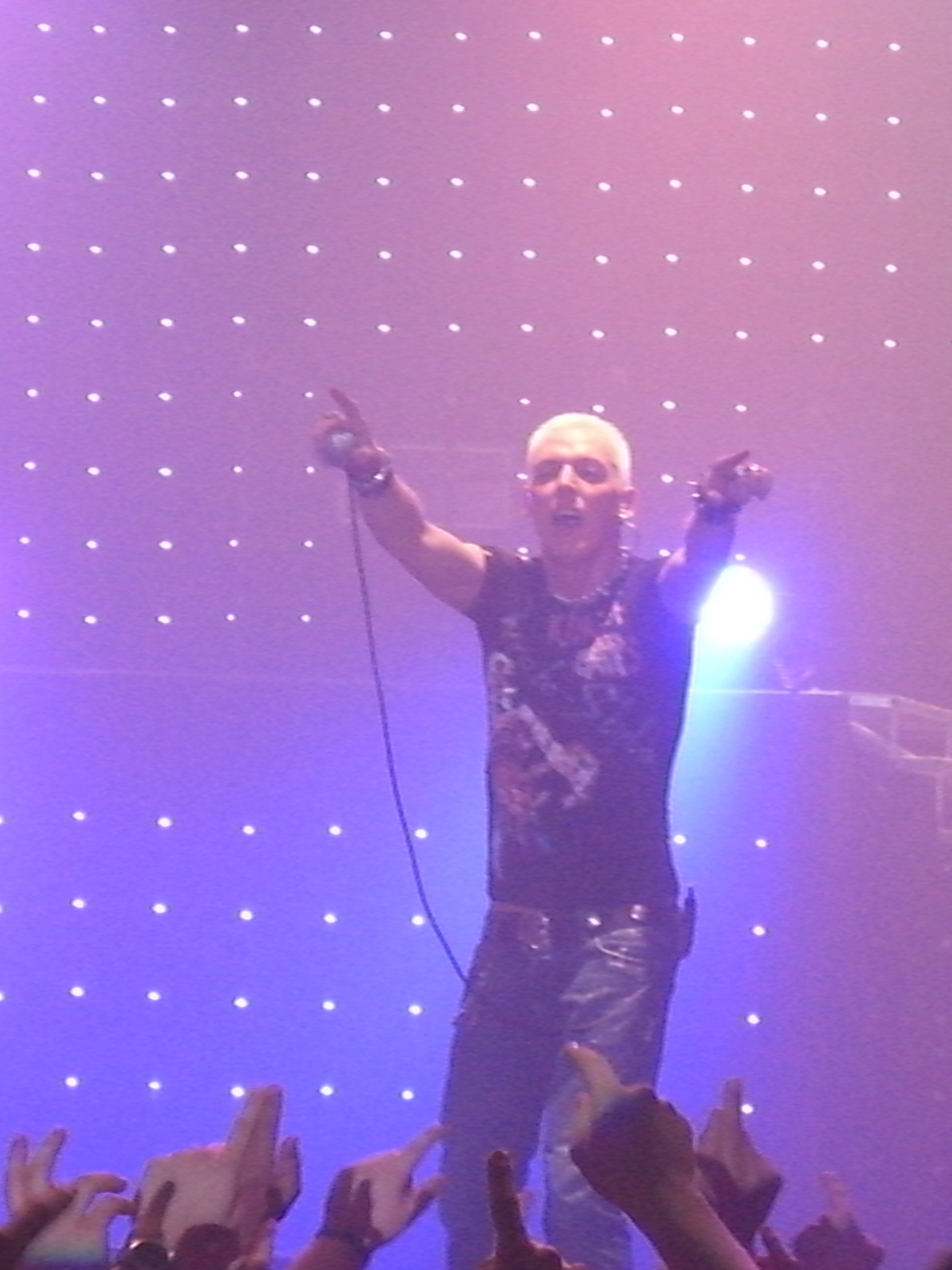
Scooter (2008)

Ab August 2006 war der Hamburger DJ und Produzent Michael Simon Mitglied der Band. Er ersetzte Jay Frog. Im Dezember desselben Jahres präsentierte die Band ihre Single Behind the Cow, die Platz 17 der deutschen Charts erreichte. Das Album The Ultimate Aural Orgasm wurde im Februar 2007 veröffentlicht und stieg auf Platz 6 der Albumcharts ein. Im März erschien die zweite Singleauskopplung, Lass uns tanzen, die es auf Platz 19 der Single-Charts schaffte. Im April folgte eine Club-Tour. Im August 2007 trat die Band als Live-Act bei der Hochzeit von Gülcan und Sebastian Kamps auf. Die Single The Question Is What Is the Question? erreichte Platz 5 der deutschen Singlecharts.
Im November 2007 erschien das 13. Scooter-Album Jumping All Over the World. Eine Woche zuvor erschien bereits die Singleauskopplung And No Matches. Damit wurde erstmals wieder seit 1996 ein zweites Studioalbum innerhalb eines Jahres veröffentlicht. Die Single erreichte Platz 9 der deutschen Charts. Im Februar 2008 wurde als dritte Singleauskopplung Jumping All Over the World veröffentlicht. Die Single wurde zur Albumversion leicht verändert und erreichte Platz 15 der deutschen Singlecharts. Ende März begann die Jumping All Over the World Tour in Karlsruhe und endete Mitte April in Köln.
Die vierte Singleauskopplung, eine komplett überarbeitete Version von I’m Lonely, erlangte Platz 8 in den deutschen Singlecharts. Im April 2008 wurde das Album Jumping All Over the World in England veröffentlicht und erreichte sowohl Platz 1 in den offiziellen englischen Albumcharts als auch eine Platinauszeichnung für 300.000 verkaufte Alben. Die Gruppe wurde mit dem Golden Music Award für das Album ausgezeichnet. Es stellt für Scooter einen Chartrekord dar: Kein anderes Album der Band blieb so lange in den Charts (38 Wochen).
Für einen weiteren Verkaufsschub sorgte die Wiederveröffentlichung des Albums unter dem Titel Jumping All Over the World - Whatever You Want. Die neue Version enthielt neben der überarbeiteten Version von I’m Lonely sieben alte Tracks; erfolgreiche Scooter-Singles wurden unter dem Projektnamen Hands on Scooter von diversen Künstlern wie der Bloodhound Gang oder den Klostertalern neu interpretiert. Der Song Beweg dein Arsch von Sido erschien als Single, die die deutschen Top 20 erreichte. Eine zweite CD des Albums enthielt sämtliche Top-Ten-Hits der Band und den neuen Song Jump That Rock (Whatever You Want), der, ebenfalls als Single veröffentlicht, auf Platz 11 der deutschen Charts kletterte.

Scooter (2012)

Im August 2009 veröffentlichte Scooter die Single J’adore Hardcore als Auskopplung aus dem neuen Album Under the Radar Over the Top. Das Stück erreichte Platz 12 in den deutschen Singlecharts. Neben dem Album erschien im Oktober 2009 auch die zweite Auskopplung Ti Sento, eine Cover-Version des gleichnamigen Songs der italienischen Band Matia Bazar aus dem Jahr 1985. Der Gesang stammt von der Originalinterpretin Antonella Ruggiero. Der Song erreichte Platz 10 der Charts. Im November wurde die Single The Sound Above My Hair veröffentlicht.
Mit Stuck on Replay lieferte Scooter das offizielle Lied der Eishockeyweltmeisterschaft 2010, die im Mai 2010 in Deutschland stattfand. Die Single ist im März erschienen. Zudem trat Scooter beim Eröffnungsspiel Deutschland - USA live vor 77.803 Zuschauern in der Veltins-Arena in Gelsenkirchen auf. Im März 2010 startete die Gruppe ihre Under-the-Radar-over-the-Top-Tour zum gleichnamigen Album.
Im April 2011 wurde die Single Friends Turbo veröffentlicht. Sie ist auch der Titelsong des Films New Kids Turbo. Das Musikvideo zu Friends Turbo drehte Scooter zusammen mit Tim Haars (Gerrie van Boven). Im Mai 2011 veröffentlichte Scooter die Single The Only One. Die Band engagiert sich für das Lesen- und Schreibenlernen. Im Rahmen der Kampagne iCHANCE die vom Bundesverband Alphabetisierung und Grundbildung durchgeführt wird, gab H. P. Baxxter ein Statement gegen Analphabetismus ab.
Im Oktober 2011 erschien mit der Single David Doesn’t Eat das Album The Big Mash Up. In diesem Album, aus dem insgesamt vier Singles ausgekoppelt wurden, integrierte Scooter die immer populärer werdende elektronische Musikrichtung Dubstep. Als Besonderheit des Albums war auf einer separaten CD der sogenannte Suck My Megamix, ein 80-minütiger Mix sämtlicher bis dahin erschienenen Singles, beigelegt. Im September 2012 erschien die Single 4 AM als Vorabveröffentlichung des neuen Albums Music for a Big Night Out, das im November 2012 veröffentlicht wurde.
Auf diesem Album, mit dessen Erscheinung auch die Single Army of Hardcore veröffentlicht wurde, finden sich kaum Dubstep-Elemente, dafür aber mehr House- und Progressive-Trance-Elemente. Das Album konnte sich im Gegensatz zum verhältnismäßig schlecht angenommenen The Big Mash Up auch unter den Top 10 der deutschen Album-Charts platzieren. Anlässlich des 20-jährigen Bandjubiläums gab die Gruppe 2013 bekannt, alle Scooter-Alben bis einschließlich The Big Mash Up in einer Sonderedition mit dem Titel 20 Years of Hardcore neu aufzulegen. Diese remasterten Fassungen enthalten neben dem jeweiligen Originalalbum auch Singleversionen und Remixe sowie B-Seiten.

### Von 2014 bis 2018

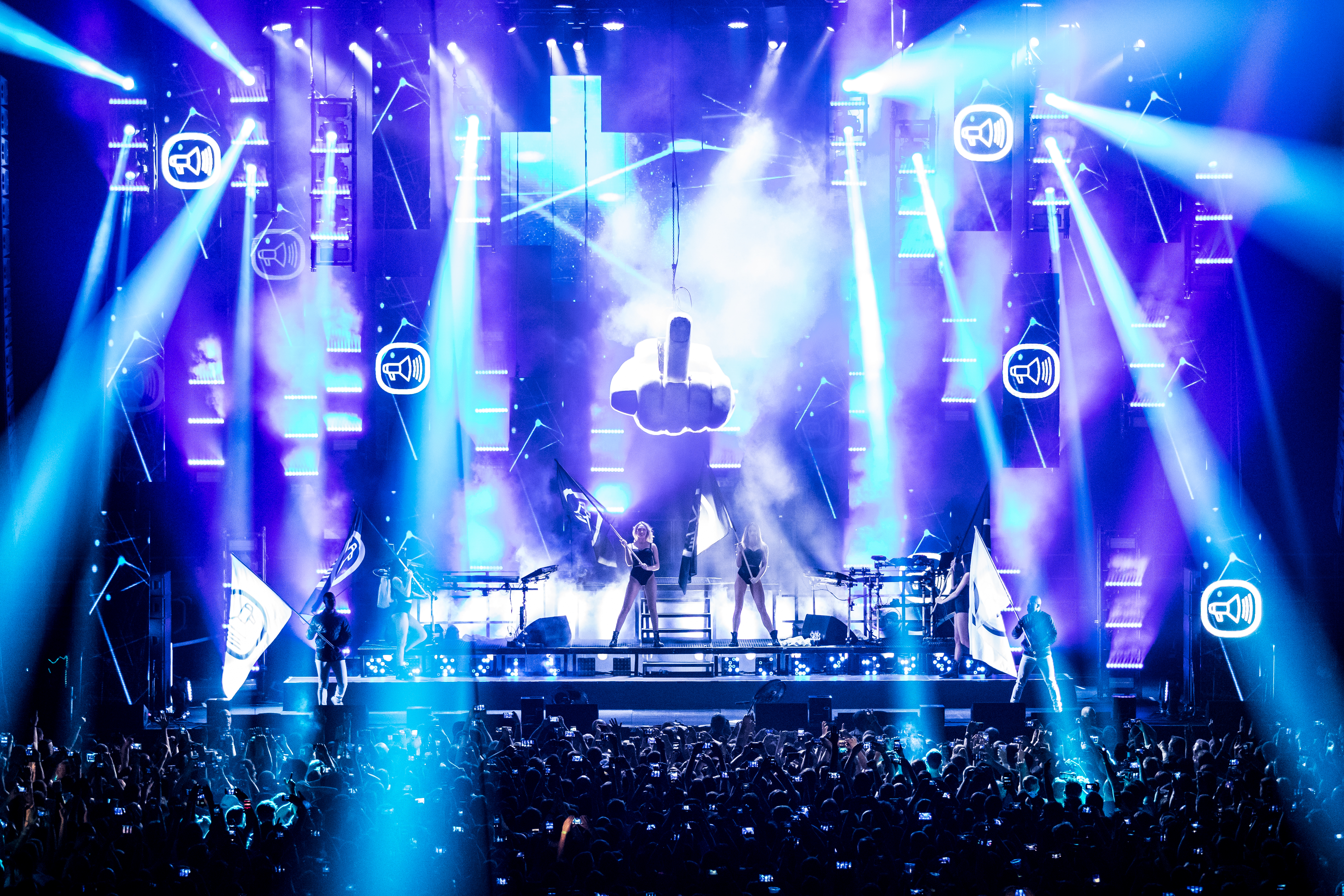
Scooter (2018)

Von 2014 bis 2018 war Phil Speiser Mitglied der Band. Er ersetzte das Gründungsmitglied Rick J. Jordan. Im Mai 2014 präsentierte die Band ihre neue Single Bigroom Blitz. Hierbei handelt es sich um eine weitere Coverversion. Des Weiteren enthält das Lied einen Rap-Part des US-amerikanischen Rappers Wiz Khalifa, der ursprünglich vom Lied Yoko von Berner, Chris Brown und Khalifa stammt. Die Rechte zur Verwendung von Khalifas Vocals auf diesem Track hat das Plattenlabel Kontor Records, bei dem Scooter unter Vertrag steht. Im September 2014 erschien das erste Album der neuen Bandformation The Fifth Chapter, das Platz 8 der deutschen Albumcharts erreichte. Im Februar 2016 erschien mit Ace das 18. Studioalbum der Band. Es erreichte die Top 10 der deutschen Verkaufscharts und wurde somit zu Scooters neuntem Top-10-Album in Deutschland. Die Single Oi erschien zeitgleich mit dem Album und wurde ausschließlich digital veröffentlicht. Im Mai 2017 erschien die Single Bora! Bora! Bora!.
Im August 2017 hatte die Band einen Auftritt auf der von Russland annektierten Krim. Die ukrainischen Behörden sehen darin wie 2017 bei Julija Olegowna Samoilowa eine Straftat. Im September 2017 wurde das 19. Studioalbum Scooter Forever veröffentlicht. Als zweite Singleauskopplung erschien das Lied My Gabber mit Jebroer.

### Seit 2019
Nachdem Phil Speiser die Band im Oktober 2018 verlassen hatte, sprang Etnik Zarari kurzzeitig ein. Seit 2019 war Sebastian Schilde neues Mitglied der Band. Im November 2020 veröffentlichte Scooter den Song Paul Is Dead mit dem australischen DJ Timmy Trumpet. Im März 2021 erschien der Song We Love Hardcore; er wurde mit Dimitri Vegas & Like Mike produziert. Im April 2021 erschien – verspätet wegen der Corona-Pandemie – das Album God Save The Rave.
Im Dezember 2022 stiegen die beiden Mitglieder Michael Simon und Sebastian Schilde aus.
Im Januar 2023 wurde der Dokumentarfilm FCK 2020 - Zweieinhalb Jahre mit Scooter veröffentlicht.
Am 22. März 2024 erschien das Album Open Up Your Mind and Your Trousers, das Album erreichte Platz 2 der Charts in Deutschland.

## Bandmitglieder

### H. P. Baxxter
H. P. Baxxter (* 16. März 1964 in Leer (Ostfriesland)) ist Gründer und Frontmann der Gruppe. Neben seinen Shouts ist er auch dafür bekannt, sich für jedes Album ein Pseudonym zuzulegen (z. B. Chicks Terminator, Mic Enforcer, Whistling Dave, MC H.P.).
"Ich wollte immer vorrangig Spaß haben. Daher habe ich keine Lust, mich mit so was wie Politik abzugeben. Ist mir zu blöd. Zeitverschwendung. Wir sind eher dafür da, um sich von diesem ganzen Quatsch ablenken zu lassen."

### Jens Thele
Jens Thele (* 20. Dezember 1967 in Hamburg) gründete 1993 zusammen mit H. P. Baxxter und Rick J. Jordan die Remix Band The Loop, aus der später die Band Scooter hervorging. Jens Thele ist bis heute das vierte Band-Mitglied und fungiert als Manager und Co-Produzent der Band Scooter.

### Jay Frog (2002–2006, seit 2023)
Jay Frog (* 7. Mai 1976 in Ludwigshafen am Rhein als Jürgen Frosch) vertrat bereits bei der Tour Anfang 2002 den krankheitsbedingt ausgefallenen Axel Coon. Nach der Tour wurde bekannt gegeben, dass Frosch in Zukunft die Rolle von Coon einnehmen wird. Frosch machte vorher mit Remixen auf sich aufmerksam.
Im August 2006 wurde bekannt, dass Frosch die Gruppe verlässt, um sich auf seine Solo-Projekte zu konzentrieren.
Am 28. November 2022 stand Frosch bei einem Konzert der Gruppe in Doha ohne offizielle Ankündigung anstelle von Sebastian Schilde auf der Bühne. Auch beim folgenden Konzert in Dublin war Frosch erneut dabei. Ende Januar 2023 wurde bekannt, dass Frosch wieder vollwertiges Bandmitglied ist.

### Marc Blou (seit 2023)
Marc Blou wurde Ende Januar 2023 als neues vollwertiges Mitglied der Gruppe vorgestellt. Blou begann im Frühjahr 2019 mit der Musikproduktion und hat bereits vor dem Beitritt über das Label Kontor Records Musik veröffentlicht.

### Michael Simon (2006–2022)
2006 stieß der Hamburger DJ und Produzent Michael Simon (* 29. August 1972) zur Gruppe. Er machte das erste Mal Mitte der 1990er mit seinem Dance-Projekt Shahin & Simon auf sich aufmerksam. Die Verbindung zwischen Simon und Scooter ist nicht neu: Bereits 1996 fertigte er mit seinem Produktionspartner Shahin Moshirian Remixe für die Band an (I’m Raving, Let Me Be Your Valentine) und war mit Shahin & Simon als Vorgruppe für Scooter mit auf Tour. Im Gegenzug produzierten Scooter den Mix zu Shahin & Simons Single Do the Right Thing, dessen Refrain auf dem des gleichnamigen 1989er Hits von Redhead Kingpin and the F.B.I. basiert.
Am 8. Dezember 2022 verkündete die Band offiziell auf ihren Social-Media-Kanälen den Ausstieg von Michael Simon.

### Sebastian Schilde (2019–2022)
Seit März 2019 war Sebastian Schilde Mitglied der Band. Er wurde als Moderator der YouTube-Musiksendung ClubSounds TV bekannt. Am 5. Dezember 2022 gab Schilde via Instagram bekannt, dass er nicht weiter Mitglied von Scooter sein und eigene Wege einschlagen wird. Mittlerweile streamt er auf Twitch und produziert für diverse Künstler. 

### Rick J. Jordan (bis 2014)
Rick J. Jordan (* 1. Januar 1968 in Hannover als Hendrik Stedler) gründete 1986 mit Britt Maxime, Slin Thompson und H.P. Baxxter die Synth-Popband Celebrate the Nun. Nach der Auflösung der Gruppe gründete er mit H.P. Baxxter Scooter. Stedler gilt als „Mastermind“ der Gruppe.
Stedler verließ nach der „20 Years Of Hardcore“ Tour die Band. Zum letzten Mal stand Stedler am 24. Januar 2014 in Hamburg mit Scooter auf der Bühne. Mittlerweile ist Stedler Bassist der Formation Leichtmatrose.

## Rezeption
„Tiefgründige Texte, dezente Showelemente, geschmackvolle Inszenierungen: All das sucht man bei Scooter vergebens. Frei nach dem Motto ‚stumpf ist trumpf‘ sind eingängige und meist gecoverte Melodien die Herzstücke der Songs, die von den kuriosen und meist eher inhaltslosen Rufen Baxxters gestützt werden.“
So geht es bei der „technoisierten Popmusik“ von Scooter weder um Qualität noch um Raffinesse. Mit rudimentärem Englisch des Frontmanns und extra lautem Kirmestechno bedienen die „Ballermann-Raver“ erfolgreich den Alltagseskapismus vieler gegenwärtiger Fans.

## Diskografie
Studioalben

| Jahr | Titel Musiklabel                                       | Höchstplatzierung, Gesamtwochen, AuszeichnungChartplatzierungen (Jahr, Titel, Musiklabel, Platzierungen, Wochen, Auszeichnungen, Anmerkungen) | Höchstplatzierung, Gesamtwochen, AuszeichnungChartplatzierungen (Jahr, Titel, Musiklabel, Platzierungen, Wochen, Auszeichnungen, Anmerkungen) | Höchstplatzierung, Gesamtwochen, AuszeichnungChartplatzierungen (Jahr, Titel, Musiklabel, Platzierungen, Wochen, Auszeichnungen, Anmerkungen) | Höchstplatzierung, Gesamtwochen, AuszeichnungChartplatzierungen (Jahr, Titel, Musiklabel, Platzierungen, Wochen, Auszeichnungen, Anmerkungen) | Höchstplatzierung, Gesamtwochen, AuszeichnungChartplatzierungen (Jahr, Titel, Musiklabel, Platzierungen, Wochen, Auszeichnungen, Anmerkungen) | Anmerkungen                                                  |
| Jahr | Titel Musiklabel                                       | DE | AT | CH | UK | US | Anmerkungen                                                  |
| ---- | ------------------------------------------------------ | --- | --- | --- | --- | --- | ------------------------------------------------------------ |
| 1995 | … and the Beat Goes On! Club Tools (Edel)              | DE25 (20 Wo.)DE | AT27 (5 Wo.)AT | CH29 (7 Wo.)CH | — | — | Erstveröffentlichung: 31. Januar 1995 Verkäufe: + 15.000     |
| 1996 | Our Happy Hardcore Club Tools (Edel)                   | DE17 (19 Wo.)DE | AT16 (11 Wo.)AT | CH9 (9 Wo.)CH | UK24 (6 Wo.)UK | — | Erstveröffentlichung: 28. März 1996                          |
| 1996 | Wicked! Club Tools (Edel)                              | DE22 (16 Wo.)DE | AT30 (5 Wo.)AT | CH38 (2 Wo.)CH | UK76 (2 Wo.)UK | — | Erstveröffentlichung: 24. Oktober 1996 Verkäufe: + 50.000    |
| 1997 | Age of Love Club Tools (Edel)                          | DE19 (6 Wo.)DE | AT32 (7 Wo.)AT | CH35 (4 Wo.)CH | — | — | Erstveröffentlichung: 25. August 1997 Verkäufe: + 31.664     |
| 1998 | No Time to Chill Club Tools (Edel)                     | DE4 (12 Wo.)DE | AT27 (10 Wo.)AT | CH20 (9 Wo.)CH | — | — | Erstveröffentlichung: 20. Juli 1998 Verkäufe: + 66.276       |
| 1999 | Back to the Heavyweight Jam Club Tools (Edel)          | DE7 Gold · (14 Wo.)DE | — | CH25 (2 Wo.)CH | — | — | Erstveröffentlichung: 27. September 1999 Verkäufe: + 190.000 |
| 2000 | Sheffield Sheffield Tunes (Edel)                       | DE11 (9 Wo.)DE | AT49 (1 Wo.)AT | CH60 (5 Wo.)CH | — | — | Erstveröffentlichung: 23. Juni 2000                          |
| 2001 | We Bring the Noise! Sheffield Tunes (Edel)             | DE15 (11 Wo.)DE | AT32 (5 Wo.)AT | CH74 (1 Wo.)CH | — | — | Erstveröffentlichung: 11. Juni 2001                          |
| 2003 | The Stadium Techno Experience Sheffield Tunes (Edel)   | DE7 (22 Wo.)DE | AT14 (12 Wo.)AT | CH35 (6 Wo.)CH | UK20 Silber · (5 Wo.)UK | — | Erstveröffentlichung: 31. März 2003 Verkäufe: + 110.000      |
| 2004 | Mind the Gap Sheffield Tunes (Edel)                    | DE16 (21 Wo.)DE | AT34 (9 Wo.)AT | CH67 (1 Wo.)CH | — | — | Erstveröffentlichung: 8. November 2004 Verkäufe: + 10.000    |
| 2005 | Who’s Got the Last Laugh Now? Sheffield Tunes (Edel)   | DE14 (9 Wo.)DE | AT31 (3 Wo.)AT | CH44 (2 Wo.)CH | — | — | Erstveröffentlichung: 4. November 2005                       |
| 2007 | The Ultimate Aural Orgasm Sheffield Tunes (Edel)       | DE6 (8 Wo.)DE | AT17 (3 Wo.)AT | CH66 (2 Wo.)CH | — | — | Erstveröffentlichung: 9. Februar 2007                        |
| 2007 | Jumping All Over the World Sheffield Tunes (Edel)      | DE9 Gold · (49 Wo.)DE | AT18 (15 Wo.)AT | CH65 (3 Wo.)CH | UK1 Platin · (21 Wo.)UK | — | Erstveröffentlichung: 30. November 2007 Verkäufe: + 500.000  |
| 2009 | Under the Radar Over the Top Sheffield Tunes (Edel)    | DE2 (12 Wo.)DE | AT15 (5 Wo.)AT | CH51 (3 Wo.)CH | UK62 Gold · (2 Wo.)UK | — | Erstveröffentlichung: 2. Oktober 2009 Verkäufe: + 100.000    |
| 2011 | The Big Mash Up Sheffield Tunes (Edel)                 | DE15 (4 Wo.)DE | AT30 (1 Wo.)AT | CH47 (2 Wo.)CH | — | — | Erstveröffentlichung: 14. Oktober 2011                       |
| 2012 | Music for a Big Night Out Sheffield Tunes (Edel)       | DE10 (3 Wo.)DE | AT37 (1 Wo.)AT | CH47 (2 Wo.)CH | — | — | Erstveröffentlichung: 2. November 2012                       |
| 2014 | The Fifth Chapter Sheffield Tunes (Edel)               | DE8 (4 Wo.)DE | AT28 (2 Wo.)AT | CH23 (3 Wo.)CH | — | — | Erstveröffentlichung: 26. September 2014                     |
| 2016 | Ace Sheffield Tunes (Edel)                             | DE6 (6 Wo.)DE | AT14 (3 Wo.)AT | CH34 (5 Wo.)CH | — | — | Erstveröffentlichung: 5. Februar 2016                        |
| 2017 | Scooter Forever Sheffield Tunes (Edel)                 | DE8 (4 Wo.)DE | AT17 (2 Wo.)AT | CH32 (2 Wo.)CH | — | — | Erstveröffentlichung: 1. September 2017                      |
| 2021 | God Save the Rave Sheffield Tunes (Edel)               | DE4 (7 Wo.)DE | AT7 (3 Wo.)AT | CH12 (3 Wo.)CH | — | — | Erstveröffentlichung: 16. April 2021                         |
| 2024 | Open Your Mind and Your Trousers Sheffield Tunes (UMG) | DE2 (5 Wo.)DE | AT4 (3 Wo.)AT | CH8 (2 Wo.)CH | — | — | Erstveröffentlichung: 22. März 2024                          |

## Auszeichnungen
- Bravo Otto
  - 2004: Ehren-OTTO
- Comet
  - 2000: für Dance Act
  - 2003: für Dance Act
  - 2010: Platin-Comet
- Dance Music Award
  - 2003: für Erfolgreichster nationaler Dance Act im Ausland
- Echo
  - 2003: für Dance-Single des Jahres National[25]
  - 2004: für Dance-Produktion des Jahres National[26]
- The Dome
  - 2009: für 20 absolvierte Auftritte (bei The Dome 52)